# Słupca
Pour les articles homonymes, voir Słupca (homonymie).
Słupca (prononciation : [ˈswupt͡sa]) est une ville de la voïvodie de Grande-Pologne et du powiat de Słupca.
Elle est située à environ 66 kilomètres à l'est de Poznań, capitale de la voïvodie de Grande-Pologne.
Elle est le siège administratif de la gmina de Słupca (bien qu'elle ne fasse pas partie de son territoire) et du powiat de Słupca.
Elle s'étend sur 10,3 km2 et comptait 13 901 habitants en 2016.

## Géographie

Plan de la ville.

La ville de Słupca est située au centre de la voïvodie de Grande-Pologne, dans un paysage très rural où l'agriculture domine. Le lac de Słupca, qui est en réalité un réservoir artificiel, borde la ville au nord-est. La Warta, affluent de l'Oder, passe à quelques kilomètres au sud de la ville.

La ville s'étend sur 10,3 km2.
Słupca est localisée à environ 66 km à l'est de Poznań, la capitale régionale.

## Histoire
Słupca a obtenu ses droits de ville en 1290. De 1975 à 1998, la ville faisait partie du territoire de la voïvodie de Konin. Depuis 1999, la ville fait partie du territoire de la voïvodie de Grande-Pologne.

## Monuments
- l'église gothique saint Laurent, construite au XVe siècle ;
- l'église en bois saint Léonard, élevée au XVIe siècle ;
- le parc municipal, aménagé en 1867 ;
- le relais de poste, construit dans la première moitié du XIXe siècle ;
- les restes de l'enceinte fortifiée, construite entre 1375 et 1382, et détruite entre 1880 et 1887 ;
- l'église Michał Kozal, construite en 1998.

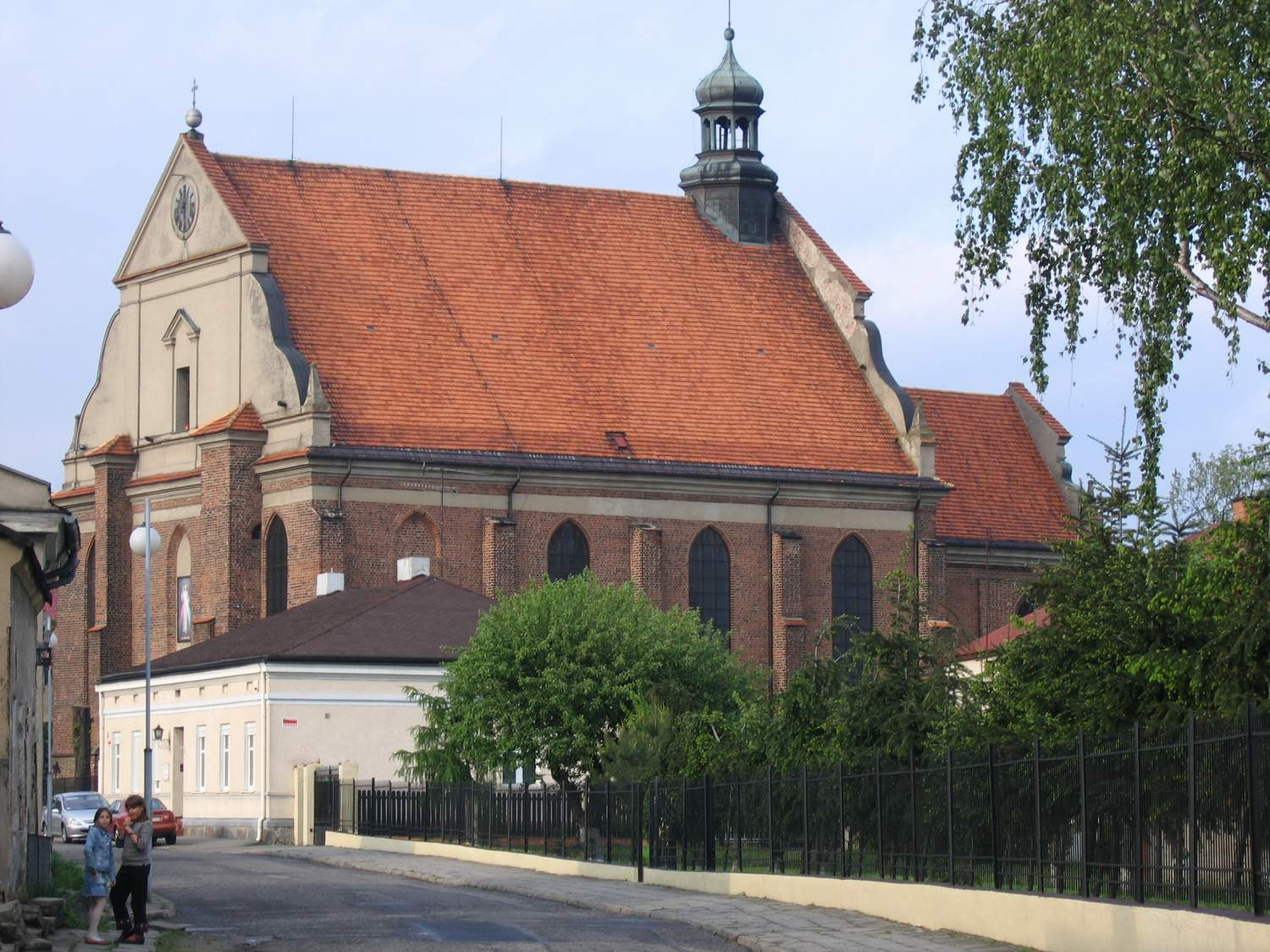
L'église gothique.
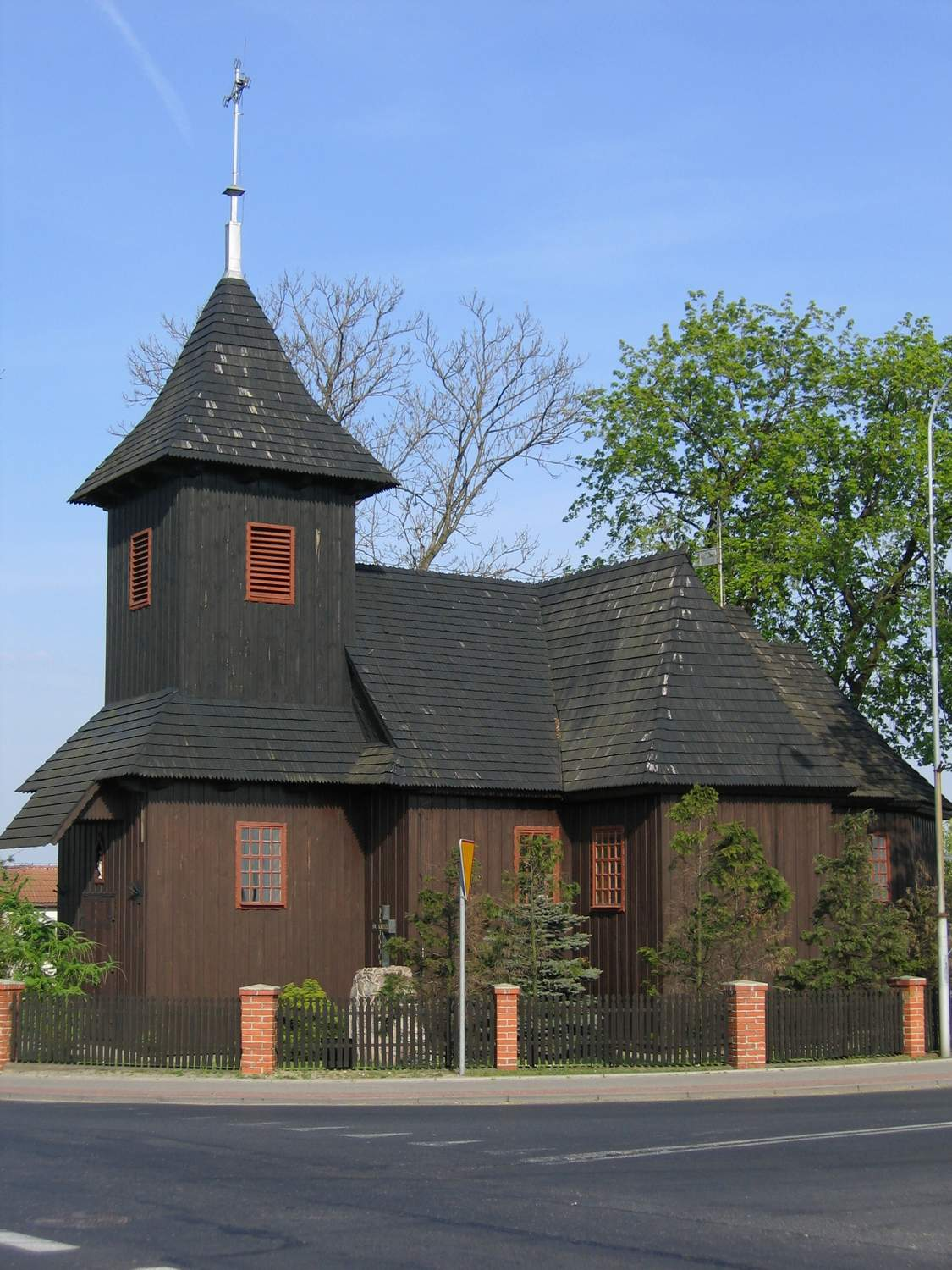
L'église en bois.
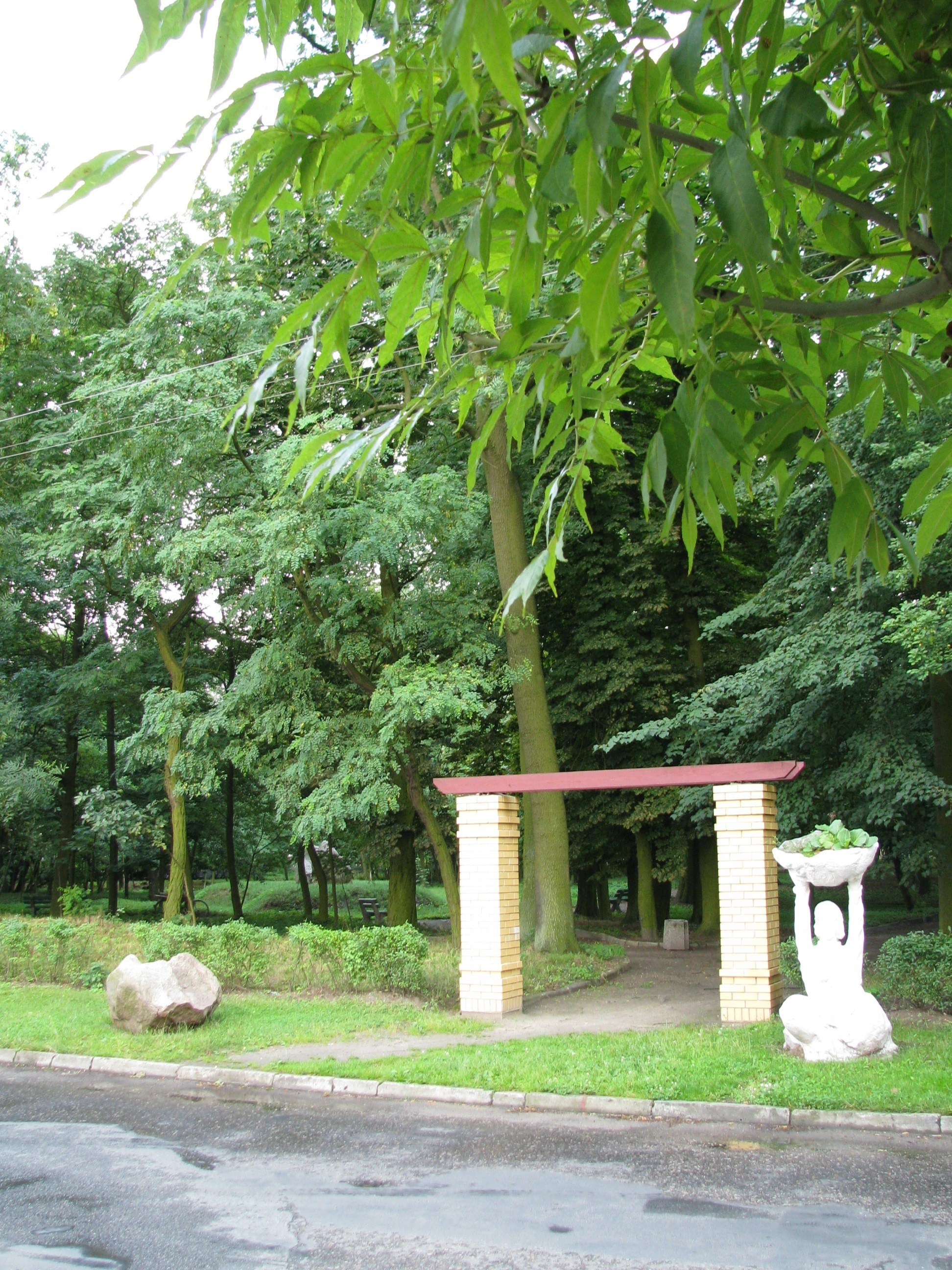
Le parc municipal.
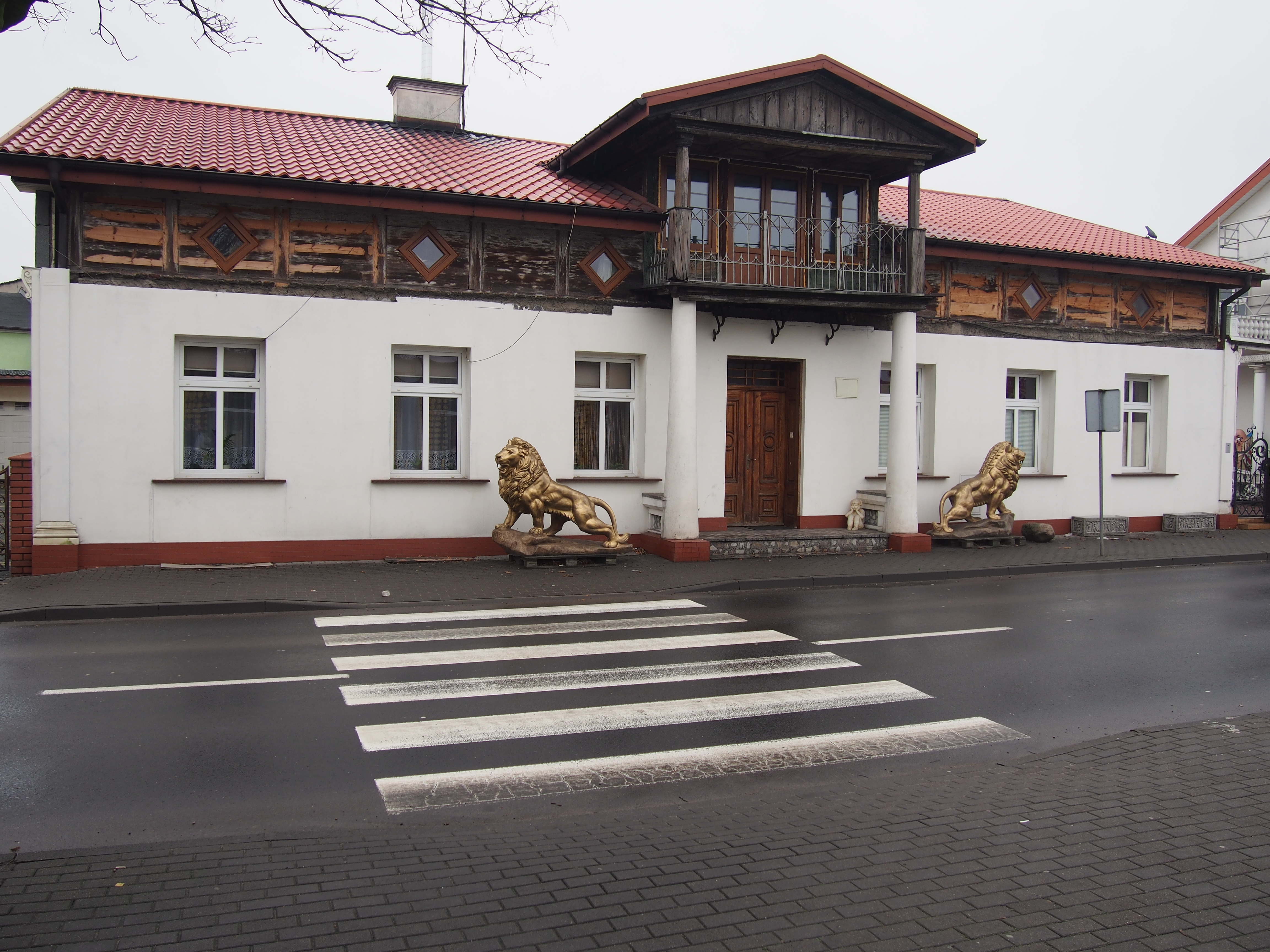
Le relais de poste.
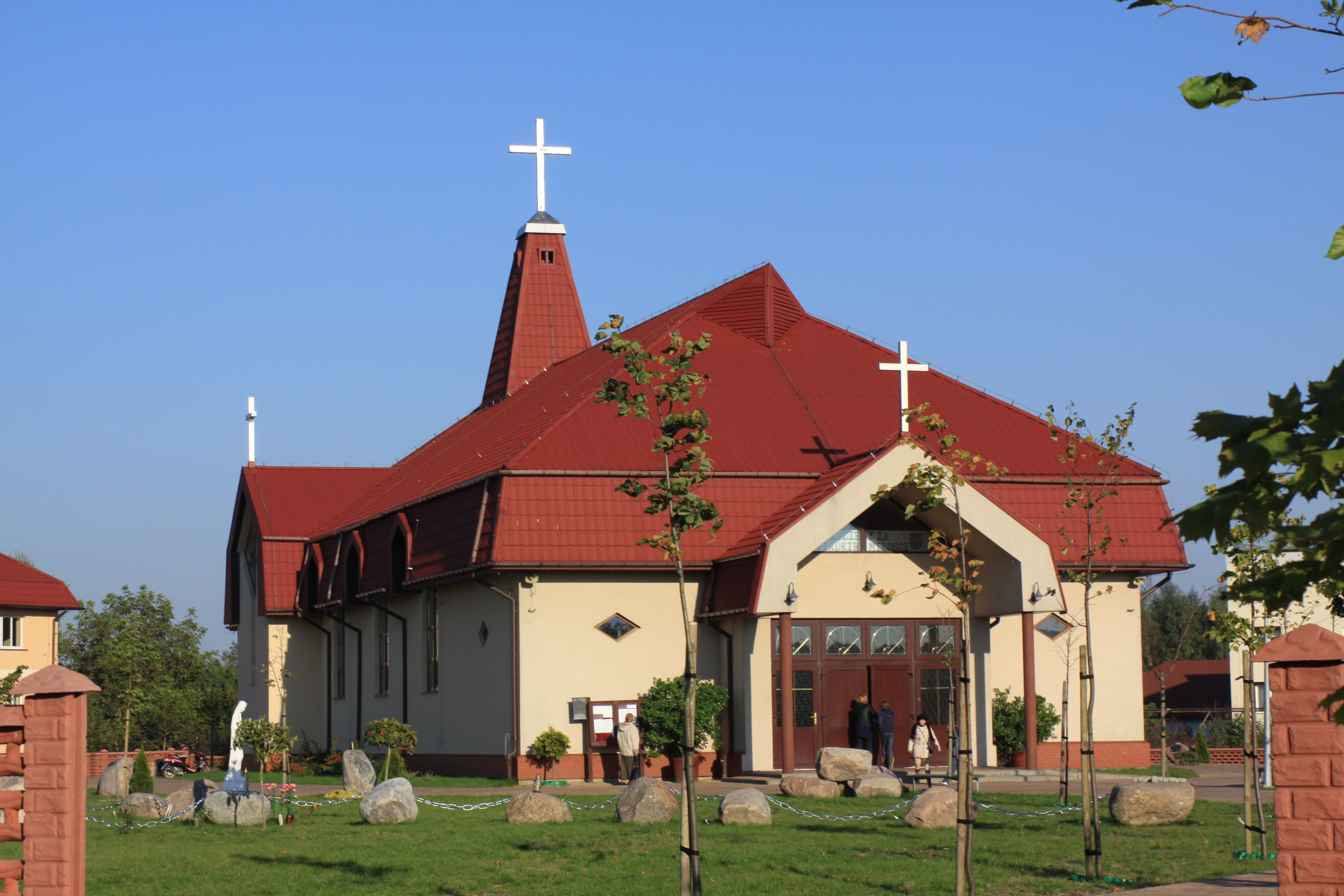
L'église Michał Kozal.

## Voies de communication
Słupca est située sur l'axe majeur Berlin - Varsovie - Moscou : la ville est traversée par la route nationale 92 (qui relie Rzepin à Kałuszyn), ainsi que par les routes voïvodales 263 (qui relie Słupca à Dąbie) et 466 (qui relie Słupca à Pyzdry).

L'autoroute polonaise A2 passe au sud de la ville : celle-ci est desservie via la sortie  10 Słupca.
La ligne ferroviaire numéro 3, reliant Varsovie à la frontière allemande, passe et s'arrête à Słupca.

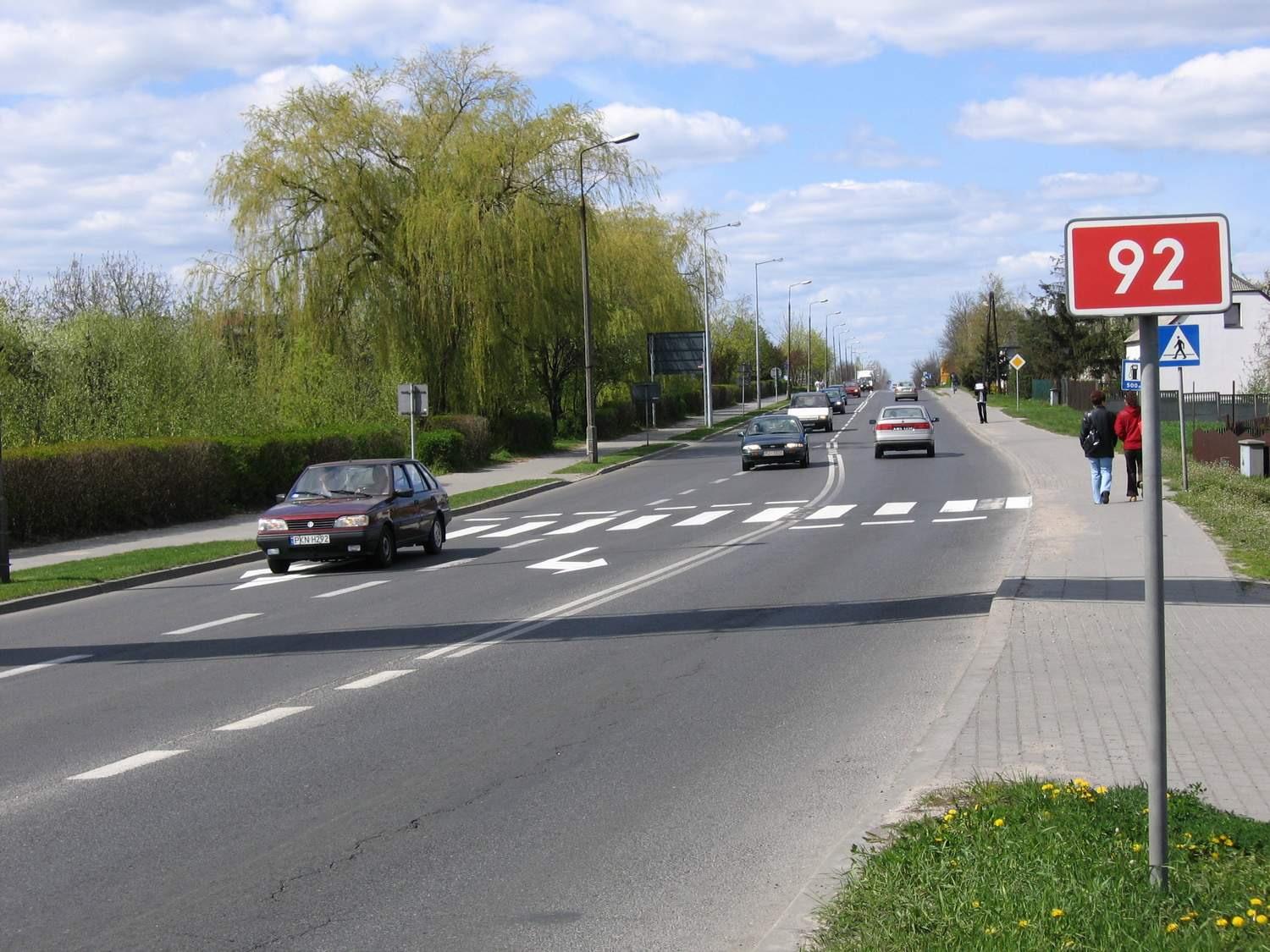
La route nationale 92 à Słupca.
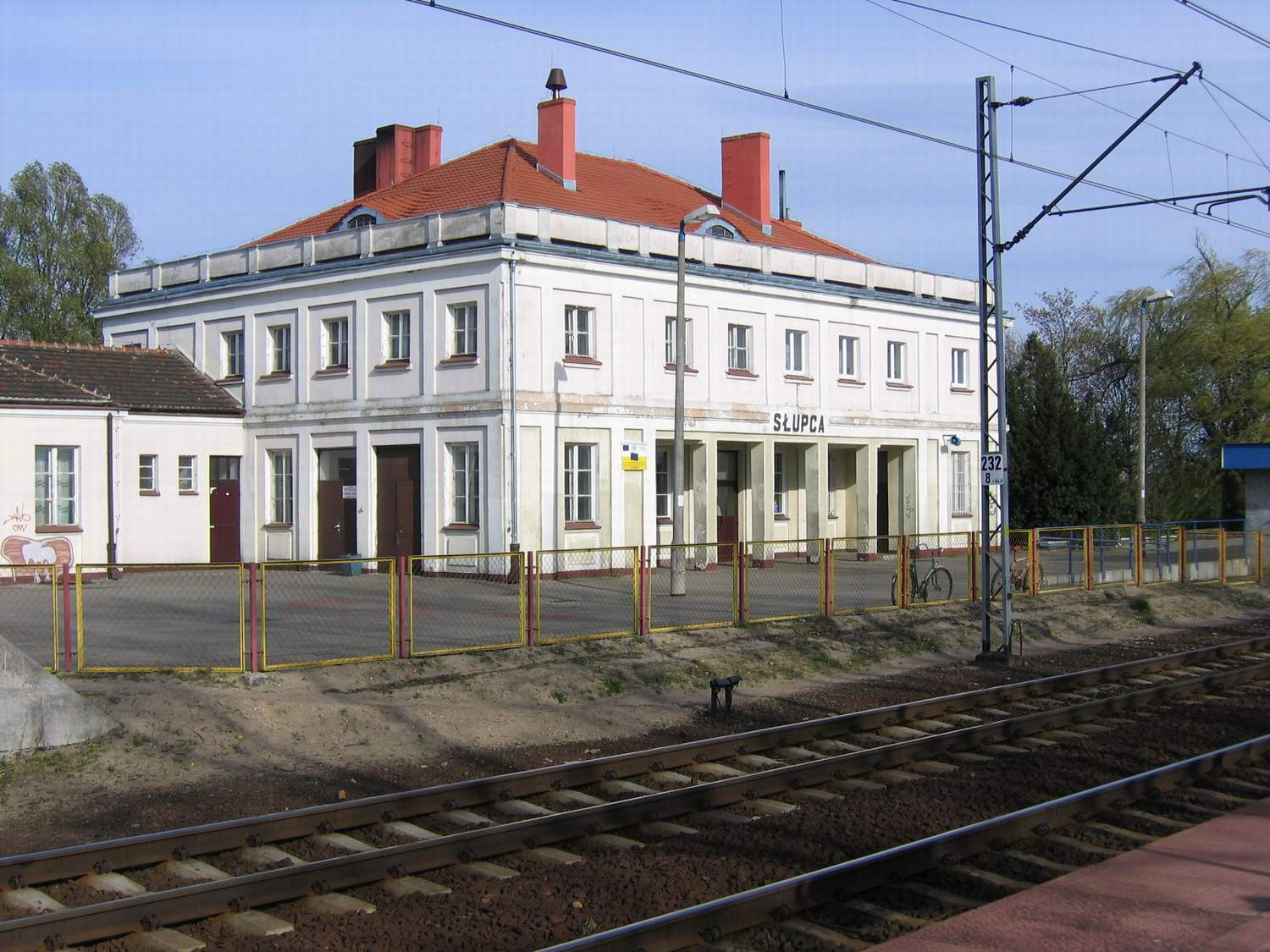
La gare.

## Personnalités liées à la ville
- Jan Bednarek (1996-), footballeur polonais, né à Slupca
- Ewa Zielińska (1972-), athlète polonaise handisport, née à Slupca